# Havremælk
Havredrik eller havremælk er en type plantedrik, der er udvundet fra gryn af havre (Avena spp.) ved at ekstrahere plantematerialet med vand. Havredrik har en cremet tekstur og en karakteristisk havregryns-agtig smag, selvom det også sælges kommercielt med forskellige smagsvarianter som bl.a. sødet, usødet, vanilje og chokolade. Til forskel fra andre typer plantedrik, der kan dateres tilbage til 1200-tallet, så er havredrik en moderne opfindelse, der blev udviklet af den svenske videnskabsmand Rickard Öste i begyndelsen af 1990'erne.
Havredrik kan indtages i stedet for komælk af veganere, eller det kan erstatte mælk for personer, der lider af laktoseintolerans. I USA bruges det også til at fremstille laktosefri desserter som et alternativ til is.

## Navn
Det er i EU ifølge en afgørelse fra EU-Domstolen i 2017 ikke tilladt at markedsføre drikken med navnet "havremælk" idet ordet mælk er forbeholdt for animalske produkter (med undtagelse af kokosmælk). Siden da er drikken solgt som "havredrik".